# Развитые страны
Ра́звитые стра́ны (англ. developed countries) — группа стран, занимающих ведущее положение в мировой экономике. Развитые страны называют также индустриальными странами или индустриально развитыми. По данным МВФ, по состоянию на 2023 год страны с развитой экономикой производят 57,3% мирового ВВП по номинальной стоимости и 41,1% мирового ВВП по паритету покупательной способности (ППС). По оценкам ООН, население развитых стран к 2031 году перестанет расти и стабилизируется на уровне чуть более 1 млрд человек.
Из-за избыточного расходования природных ресурсов именно развитые страны выступают главными драйверами экологических проблем Земли.

## Классификация ООН
В системе ООН нет установленного соглашения для обозначения «развитых» и «развивающихся» стран или регионов.
В ООН отмечают, что согласно обычной практике Япония в Азии, Канада и США в Северной Америке, Австралия и Новая Зеландия в Океании и Европа считаются «развитыми» регионами и областями. По международной торговой статистике Южноафриканский таможенный союз также относится к развитым регионам, а Израиль — к развитым странам. Страны бывшей Югославии рассматриваются в качестве развивающихся стран. Государства Восточной Европы и СНГ в Европе не включены в списки ни развитых, ни развивающихся регионов. 

## Классификация МВФ

Страны, классифицировавшиеся МВФ как страны с развитой экономикой по состоянию на 2024 год

По данным на октябрь 2024 года, в число экономически развитых стран Международный валютный фонд включает следующие страны и зависимые территории:

### Европа и Ближний Восток
- Андорра
- Австрия
- Бельгия
- Великобритания
- Германия
- Греция
- Дания
- Израиль
- Ирландия
- Исландия
- Испания
- Италия
- Кипр
- Латвия
- Литва
- Люксембург
- Мальта
- Нидерланды
- Норвегия
- Португалия
- Сан-Марино
- Словакия
- Словения
- Финляндия
- Франция
- Хорватия
- Чехия
- Швейцария
- Швеция
- Эстония

### Азиатско-Тихоокеанский регион
- Австралия
- Гонконг
- Макао
- Новая Зеландия
- Сингапур
- Китайская Республика
- Республика Корея
- Япония

### Северная Америка
- Канада
- Пуэрто-Рико
- США